# Les Noirs de Philadelphie
Les Noirs de Philadelphie, sous titré une enquête sociale, (titre original : The Philadelphia Negro: A Social Study) est une étude sociologique de W. E. B. Du Bois, publiée en 1899.

## Ouvrage
Quand W. E. B. Du Bois s'installe au cours de l'été 1896 dans le 7e district de Philadelphie en Pennsylvanie, il est marqué par la misère de la communauté noire qui y vit et décide d'enquêter, assisté d'une jeune Blanche issue du mouvement réformateur américain Isabel Eaton, sur celle-ci et ses causes. Son enquête méthodique maison par maison donne lieu à des centaines de questionnaires et témoignages. Il réalise des cartographies et analyse des données récoltées et les publie en 1899. Il en déduit que la misère trouve son origine principale dans un particularisme noir aux États-Unis, qui ne s'applique par exemple pas aux immigrants et qui fait que les Noirs sont réduits à la misère du fait des préjugés des Blancs. L'ouvrage est salué par Max Weber. Ne pouvant intégrer les universités les plus prestigieuses, Du Bois rejoint Atlanta.

## Éditions
- The Philadelphia Negro, 1899
- Les Noirs de Philadelphie : une enquête sociale. Suivi de Enquête spéciale sur les Noirs employés dans le service domestique dans le 7e district, par Isabel Eaton  (Édition établie par Nicolas Martin-Breteau : trad., introduction et appareil critique), Paris, La Découverte, 2019, 592 p. (ISBN 978-2-348-04348-2)